# Attractio
Attractio — одиночна гра від мексиканських  розробників GameCoder Studios, Renderfarm Studios і видавця Bandai Namco Entertainment .  Події Attractio відбуваються на космічній станції Entertainment Space Station (ESS), штучному супутнику, що обертається навколо Марса, де гравці розв’язуватимуть смертельні головоломки на основі фізики за допомогою гаджетів, які керують силою тяжіння. Цей футуристичний платформер-головоломка черпає натхнення для геймплея в таких іграх, як Portal, а також у футуристичних історіях, схожих на Running Man. 

## Конспект
Дія розгортається в майбутньому і розповідає про трьох персонажів, які намагаються знайти собі краще життя. Вони роблять це, змагаючись у цій телевізійній грі знань, умінь і фізичних здібностей, яка винагородить успішних учасників великими призами, але лише смертю для тих, хто зазнає невдачі під час випробувань. Кожен персонаж має свої власні унікальні головоломки з механікою зміни сили тяжіння. Мія, поліцейська з Марса, використовуватиме гравітаційні черевики, щоб змінити свою особисту гравітацію, щоб подолати головоломки та лабіринти. Кейр отримує гравітаційний пістолет, за допомогою якого він може маніпулювати гравітацією певних ящиків, щоб допомогти йому досягти віддалених областей або активувати перемикачі здалеку. І. . . Далек, його головоломки зосереджені на маніпулюванні ящиками та їх гравітацією за допомогою перемикачів, силових полів і гравітаційних ящиків. 

## Ігровий процес
Незважаючи на те, що гра зазнала візуальних покращень,  не було жодних повідомлень про те, що ігровий процес зміниться порівняно з версією раннього доступу:
У Attractio кожен об'єкт має власний напрямок сили тяжіння, який гравець може змінити. Взаємодія між об’єктами з різними напрямками сили тяжіння відкриває різні можливості. Таким чином, гравець може вирішити кожну головоломку в грі різними способами. Деякі приклади таких можливостей:
- Створення об’єкта невагомості шляхом зіткнення двох об’єктів однакової ваги та протилежного напрямку ваги.
- Пом'якшення приземлення персонажа коробкою з направленням сили тяжіння перпендикулярно стіні. Відбувається це через тертя між стінкою і коробкою.
- Гравітаційні ящики : особливий тип ящика, який, коли торкається іншого ящика, змінює напрямок сили тяжіння другого ящика. Це корисно для автоматизації деяких механізмів у грі та виконання одночасних завдань.

Гравець буде грати з трьома різними персонажами, кожен з різними здібностями, додаючи різноманітності головоломкам. Деякі головоломки можуть бути розв’язані учасником поодинці, але для деяких гравцеві доведеться перемикатися між учасниками. 
У той час як деякі ігри-головоломки чітко пояснюють визначене рішення для вашої головоломки, Attractio натомість розширює цю ідею та дає змогу творчості процвітати, даючи вам тонкі підказки щодо кількох способів вирішення кожної головоломки. 

## Розвиток
Як інді-гра, вона була вперше оголошена для Steam Greenlight у 2013 році  та успішно отримала «Greenlight» наступного року.  Невдовзі, ще до того, як розробники оголосили, що гру тепер опубліковано (після покращень) компанією Bandai Namco Entertainment , був доступний ранній доступ до Attractio, що підтримує Windows і вже планує випуск Oculus Rift : «GameCoder Studios оголосила що її інді-головоломка від першої особи Attractio буде запущена через ранній доступ у четвер, 20 березня». 

## Музика
Музику атракціо створив композитор Новеллі Хурадо, в цих композиціях він змішав електронну музику з класичними та трайбальними фактурами, зібравши різноманітну гаму емоцій. З цим твором він став першим латиноамериканським композитором, чиї твори були розповсюджені по всьому світу відомою японською компанією Bandai-Namco для Sony PlayStation 4, PsVita та Steam.

## Рецепція
Attractio отримав неоднозначні відгуки критиків.
Томас Елла з Hardcore Gamer поставив грі 3,5 з 5, сказавши: «Немає багато чого в Attractio, щоб зацікавити вас на відстані. Це не виглядає, не звучить і навіть не відчувається. Його історія очевидна і нецікава. Усе в ньому кричить «підробка», як у годиннику «ROLAX», але не обманюйте себе: якщо ви любитель підступних головоломок, Attractio — це справжня угода».  Мітчелл Зальцман із The Escapist оцінив гру на 3/5, сказавши: «Затяті шанувальники головоломок, які завжди шукають способів потренувати свій мозок, можливо, захочуть спробувати Attractio. Інші можуть не захотіти дивитися повз явні недоліки поверхні гри». 